# 鯖江駐屯地
鯖江駐屯地（さばえちゅうとんち、JGSDF Camp Sabae）は、福井県鯖江市吉江町4-1に所在し、第6施設群第372施設中隊等が駐屯する陸上自衛隊の駐屯地である。

## 概要
福井県で唯一の陸上自衛隊の駐屯地である。駐屯地司令は第372施設中隊長が兼務。
大日本帝国陸軍時代は、歩兵第36連隊が駐屯していたが、「♪浜田か鯖江か村松か、飛ばされそうで気にかかる」と戯れ歌に歌われるほど、士官候補生たちから敬遠された僻地と見做されていた。

## 沿革
- 1962年（昭和37年）1月18日：第322地区施設隊、第417会計隊が大久保駐屯地（京都府宇治市）において編成完結。駐屯地開設準備。

陸上自衛隊金沢駐屯地鯖江分屯地
- 1963年（昭和38年）3月31日：第322地区施設隊、第417会計隊が大久保駐屯地から移駐し、金沢駐屯地鯖江分屯地として創設[1]。

陸上自衛隊鯖江駐屯地
- 1966年（昭和41年）2月21日：鯖江駐屯地に昇格[2]。
- 1968年（昭和43年）3月1日：第306基地通信中隊鯖江派遣隊が配置。
- 1971年（昭和46年）12月25日：第114地区警務隊金沢派遣隊鯖江連絡班が配置。
- 1993年（平成05年）3月30日：第322地区施設隊が第302施設隊に改編し、第6施設群に編合。
- 2004年（平成16年）3月29日：

1. 第302施設隊が第372施設中隊に改編。
2. 中部方面後方支援隊新編により、第104施設直接支援大隊第1直接支援中隊鯖江派遣隊が配置。

- 2008年（平成20年）3月26日：警務隊の改編により、第130地区警務隊金沢派遣隊鯖江連絡班に改編。
- 2013年（平成25年）9月20日：陸上自衛隊鯖江駐屯地創立50周年記念行事の開催。
- 2014年（平成26年）3月26日：第372施設中隊を改編（管理隊新編）。
- 2015年（平成27年）3月26日：会計隊の改編により、第417会計隊が廃止され、第336会計隊鯖江派遣隊に改編。

## 駐屯部隊

### 中部方面隊隷下部隊
- 第4施設団
  - 第6施設群
    - 第372施設中隊
- 中部方面後方支援隊
  - 第104施設直接支援大隊
    - 第1直接支援中隊
      - 鯖江派遣隊：第372施設中隊を支援
- 中部方面会計隊
  - 第336会計隊
    - 鯖江派遣隊
- 中部方面システム通信群
  - 第104基地システム通信大隊
    - 第306基地通信中隊
      - 鯖江派遣隊

### 防衛大臣直轄部隊
- 中部方面警務隊
  - 第130地区警務隊
    - 金沢派遣隊
      - 鯖江連絡班

## 過去の駐屯部隊
- 第322地区施設隊：1963年（昭和38年）3月31日～1993年（平成05年）3月29日の間。第302施設隊に改編。

- 第302施設隊：1993年（平成5年）3月30日～2004年（平成16年）3月29日の間。第372施設中隊に改編。
- 第114地区警務隊金沢派遣隊鯖江連絡班：1971年（昭和46年）12月25日～2008年（平成20年）3月25日の間。第130地区警務隊金沢派遣隊鯖江連絡班に改編。
- 第417会計隊：1963年（昭和38年）3月31日～2015年（平成27年）3月26日の間。第336会計隊鯖江派遣隊に改編。

## 駐屯地祭
正式には「鯖江駐屯地創立記念行事」。毎年9月末から10月初旬に行われる。戦闘訓練などの展示があるが、鯖江駐屯地は施設科主体の駐屯地なので、これらは主に金沢駐屯地の第14普通科連隊の隊員が行うことが多い。また、今津駐屯地から展示のために74式戦車も来ていた。

## 最寄の幹線交通
- 高速道路：北陸自動車道鯖江IC
- 一般道：国道8号（福井バイパス）、国道417号、福井県道252号三尾野鯖江線、福井県道208号徳光鯖江線、福井県道185号鯖江清水線
- 鉄道：JR西日本ハピラインふくい線北鯖江駅、福井鉄道福武線鳥羽中駅
- 港湾：敦賀港（重要港湾）、福井港（地方港湾）
- 飛行場：福井空港（第三種空港）